# Bagad Brieg
Le Bagad Brieg est un bagad, formation orchestrale de musique bretonne, originaire de Briec dans le Finistère. Créé en 1978, il participe au championnat national des bagadoù, évoluant en première catégorie depuis 1986.

## Histoire

### Débuts et structuration
Le bagad est créé en 1978 à Briec par Michel Droual, qui démarre avec cinq sonneurs. Ancien joueur de cornemuse du Bagad Bro Kemperle, Droual est rejoint par des musiciens de l’ancien Bagad de Châteaulin. Le groupe commence dès 1981 à participer au championnat national des bagadoù et parvient à se hisser en 1986 en première catégorie de celui-ci.
L'ensemble commence à structurer la formation de ses musiciens. Une école de musique est créée au début des années 1980 pour assurer l'enseignement des musiciens débutants. Un ensemble dédié aux musiciens encore en formation est créé en 1997 avec la mise en place du Bagadig Brieg. Celui-ci est restructuré en 2002 et prend le nom de Bagad Karreg An Tan, et un nouveau bagad école est créé. L'ancien penn-soner du groupe principal, Michel Droual, prend la tête de Karreg An Tan.

### Vers le titre
En 2007 le bagad reçoit le titre de Champion de Bretagne.
Le groupe se lance aussi dans les compétitions de pipe-band à partir du début des années 2000. En 2001, après une collaboration avec le Shotts and Dykehead Pipe Band, il décide de concourir au Championnat du monde de pipe band à Glasgow et atteint pour sa première participation la 10e place sur 32 en grade 2. Il continue de participer à cette compétition les années suivantes, et remporte le titre de champion du monde de batterie en grade 2 en 2010. Il reçoit ponctuellement des renforts d'autres bagadoù breton qui en profite pour se former à cette épreuve, notamment venant du Bagad Melinerion de Vannes. Le pipe band remporte finalement l'épreuve de Grade  II en 2014. Depuis, le pipe band retourne tout les 2 ans en Écosse pour se mesurer à des groupes du monde entier.

### Crise et rebond

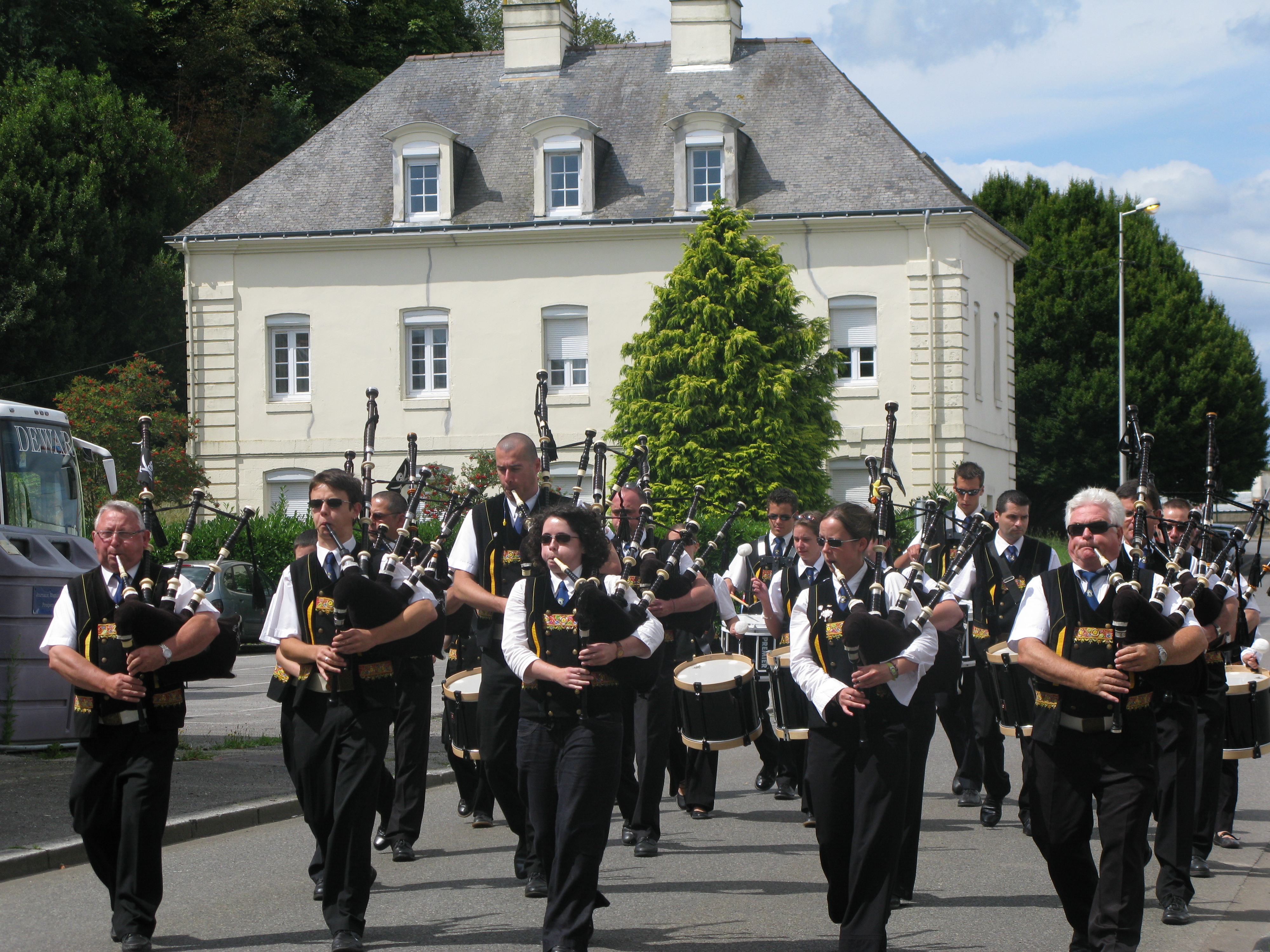
Karreg An Tan est dissous en 2010 pour faire face aux départs de plusieurs musiciens du groupe principal la même année.

Le Bagad Brieg commence à connaitre une crise de croissance l'année suivant son premier titre. Fabrice Humeau, le penn-soner qui a dirigé l'ensemble jusqu'à la première place, annonce son départ au printemps 2008 à la suite d'un conflit avec Michel Droual, et rejoint par la suite le Bagad Kemper. En 2010, la présidente Anne-Marine Louboutin annonce qu'elle souhaite passer la main, ce qui déclenche une crise de succession. Il en résulte un départ du responsable du pupitre des batteries et de plusieurs de ses musiciens vers les bagadoù de Kemper et de Penhars, puis du fondateur du bagad Michel Droual. De même, certains membres décident de quitter Karreg An Tan, les autres étant intégrés au groupe principal. Le Bagad Karreg An Tan est de ce fait dissous.
Le groupe concourt à l'édition 2011 du championnat national des bagadoù avec près du quart de ses effectifs provenant de l'ancien Karreg An Tan, et ne parvient à faire mieux qu'une 9e place. Il parvient cependant à remonter à la 4e place dès l'édition 2012, se classant notamment 2e à l'épreuve de Lorient.
Au niveau créatif, le projet KATAJE mené avec le groupe rock nantais Alea Jacta Est est repris par le groupe principal est relancé en 2011.
D'autres créations musicales suivront, notamment le spectacle Encore, en 2013, accompagné de la sortie de l'album Sélection.

### Le Roi
Depuis 1999, le Bagad Brieg a pour tradition d'élire le Roi de Cornouaille, pied de nez taquin à la Reine de Cornouaille. Le (ou la) Roi de Cornouaille est désigné par un collège d'anciens rois et récompense l'investissement d'un membre du Bagad. L'élection du Roi se fait au Festival de Cornouaille ou au Festival Interceltique de Lorient suivant les années. On peut alors le distinguer sur scène par la présence d'un chapeau, agrémenté de différents accessoires laissé par les rois précédents. Le Roi est accompagné de son Bouffon, qui lui arbore un bragoù bras orné de clochettes.
À la fin du confinement, le Bagad s'est inspiré de cette tradition pour lancer le spectacle Le Roi, spectacle de rue pyrotechnique, en collaboration avec la Compagnie Sonjévéyés avec qui ils avaient déjà collaborés. Ce spectacle créé par Gwendal Pedrono mélange différents univers à celui du bagad, des pirates à Mad Max, en y apportant des sonorités industrielles et urbaines. Il mobilise plus de 70 personnes, entre sonneurs, personnages et danseurs, et a été au Carnaval de Granville en 2024 et à de nombreux endroits en Bretagne.

### Bombardes à Gogo
Après avoir fêté leur 40 ans en 2018, Sonerion a demandé au Bagad d'organiser la journée de Bombardes en Fêtes, journée de concours d'ensemble de bombardes qui avait auparavant lieu à Fouesnant et à Érgué-Gabéric. Le bagad va alors mélanger l'évènement avec sa Gogo Noz pour créer Bombardes à Gogo, une journées de concours suivi d'un Fest Noz que le bagad organise chaque année depuis. Des groupes comme le Bagad Kemper, O'Tridal, Modkozmik ou le Bagad ar Meilhoù Glaz y ont notamment joué.

### Dynamique Post-Covid
Depuis le Covid le bagad a le vent dans le dos. Outre les concerts, spectacles et autre festoù-noz, le bagad a engrangé de bons résultats dans les différents concours auquel il a participé. Il termine 2ème du Championnat National des Bagadoù en 2022 sous la direction de Pierre Kerbrat, et en 2024, sous la direction de Swann Droual et Maïna Le Gars. Cela s'explique par une musique spectaculaire et souvent très appréciée du public, mais aussi par la qualité des pupitres dont le nombre ne cesse de grandir.

## Structure

### L'association
Liste des présidents :
- 1978-2000 : Michel Droual
- 2000-2007 : Florian Droual[1]
- 2007-2010 : Anne-Marine Louboutin[8]
- 2010-2014 : David Breton[8]
- 2014-2016 : Gwenn Louboutin[12]
- 2018-2022 : Florian Droual
- depuis 2023 : Gwenaelle Ledouble, Florian Nicolas, Florian Droual

L'association se divise en trois groupes, le Bagad, le Bagadig, et le Skolaj. Le Skolaj est la formation destinée aux novice de l'école de musique et sert à découvrir le jeu en groupe. Ils évoluent ensuite vers le Bagadig, puis vers le Bagad, où les élèves sont accompagnés jusqu'à avoir le niveau exigé par la première catégorie.

### Le groupe principal
Liste des penn soner :
- 1978-1994 : Michel Droual[1]
- 1994-2004 : Bertrand Louet[1]
- 2004-2008 : Fabrice Humeau[1],[13]
- 2008-2010 : Mickaël Le Cornec[13]
- 2011: néant
- 2012-2015 : Mickaël Le Cornec
- 2015-2016 : Florian Nicolas
- 2017 : Mickaël Le Cornec
- 2018-2021 :Gwendal Pedrono
- 2022-2023 : Pierre Kerbrat
- depuis 2024: Swann Droual & Maina Le Gars

Le Bagad Brieg est la principale formation. Il évolue actuellement en première catégorie. Après une saison de transition sans penn soner en 2010-2011, Mickaël Le Cornec reprend sa place de chef d’orchestre. Florian Nicolas lui succède en 2015. Depuis 1998, le bagad arbore un nouveau costume. Celui-ci, ancré dans la tradition du Pays Glazik, est orné d’une broderie faite main. Le costume femme est complété de jupes longues ornées d’une broche à motif celtique. La tenue d’homme est agrémentée d’un ceinturon blanc surmonté d’une massive boucle en laiton (pièce traditionnelle du costume Glazik).
Le bagad s'est produit à de nombreuses occasions : Bagadoù du Tonnerre des années 90, spectacles déambulatoires d’Oposito, championnats du Monde de Pipe Band et Royal Concert Hall à Glasgow, arts de la rue avec les Sonjévéyés, concerts dans les grandes salles de France (Bercy, Zénith de Paris, Stade de la route de Lorient à Rennes…), la Breizh Parade sur les Champs-Élysées, la Saint-Patrick 2008 avec Alan Stivell à Paris-Bercy, Spectacle Encore, Ouverture du Festival de Cornouailles 2022 en compagnie de Pat O'May, création Le Roi...

### Les autres groupes et la formation
Le Bagadig Brieg est le bagadig (ou bagad école) du Bagad Brieg et joue en 4e catégorie.
Karreg an Tan a été le second bagad, créé à l'origine comme bagadig du groupe principal en 1997. En tant que « Bagadig Brieg », il accède en 2000 à la 4e catégorie, puis en 3e catégorie deux ans plus tard. Ce groupe se renomme alors "Karreg an Tan", du nom d'une colline du Pays Glazik, pendant qu'un autre bagadig prend sa suite. Il participe aux concours de 3e catégorie jusqu'à sa dissolution en 2010. Le Bagad Karreg An Tan  a joué en parallèle  en 2010 à avec le groupe de rock nantais Alea Jacta Est dans leur création commune KATAJE.
Le Bagadig a donc du recommencer en 5ème catégorie, dont il sera le champion en 2017, synonyme de remontée en 4e catégorie. Depuis le Bagadig se situe en haut de tableau de 4e catégorie, il en sera même champion en 2019 et vice-champion en 2024.
Le Skolaj participe quant à lui tout les ans à la Gouel Sonerion 29, au jardin de l'Évéché, à Quimper.

## Résultats en compétition

### Palmarès
| Titres en tournois de bagadoù                                              | Titres en tournois de pipe band                                       | Autres titres |
| - Championnat national des bagadoù : - 1re catégorie : - Vainqueur : 2007. | - Championnat mondial des pipe bands : - Vainqueur : - Grade 2 : 2014 | - Autre       |

### Championnat national des bagadoù
| Année      | 2000 | 2001 | 2002 | 2003 | 2004 | 2005         | 2006         | 2007     |
| ---------- | ---- | ---- | ---- | ---- | ---- | ------------ | ------------ | -------- |
| Classement |      |      |      |      |      | 2e (1re cat) | 2e (1re cat) | Champion |

| 2008 | 2009         | 2010         | 2012 | 2013 | 2014 | 2015 | 2016 | 2017         |
| ---- | ------------ | ------------ | ---- | ---- | ---- | ---- | ---- | ------------ |
|      | 3e (1re cat) | 4e (1re cat) |      |      |      |      |      | 6e (1re cat) |

| 2018 | 2019         | 2020-2021 | 2022         | 2023         | 2024        | 2025 | 2026 | 2027 |
| ---- | ------------ | --------- | ------------ | ------------ | ----------- | ---- | ---- | ---- |
|      | 4e (1re cat) | / (covid) | 2e (1re cat) | 6e (1re cat) | 2e(1re cat) |      |      |      |

### Championnat du monde de pipe bands

Logo 2010 du bagad

Les championnats du monde des pipe bands sont organisés chaque année à Glasgow en août par la RSPBA.
- 2001 : Grade 2, 10e (32 participants), 3e en batterie (dans le top20 mondial)
- 2004 : Grade 2, 7e (35 participants)
- 2006 : Grade 2, 13e (37 participants), 1er en batterie en poule qualificative
- 2008 : Grade 2, 5e (21 participants), 2e en cornemuse
- 2010 : Grade 2, 3e (26 participants), 7e en cornemuse et 1er en batterie
- 2012 : Grade 2, 3e de la finale – Champion du monde en batterie (1er avec l’un des 2 juges cornemuse)
- 2014 : Grade 2, Champion du monde en Grade 2 (1er ex aequo en cornemuse et 1er en ensemble)
- 2016 : Grade 2, 4e (25 participants), 4e en cornemuse, 9e en batterie et 1er en ensemble
- 2018 : Grade 2, 7e en poules qualificatives
- 2023 : Grade 2, 13e (20 participants) 3e en batterie
- 2025 : Grade 2, 6e (21 participants), 5e et 8e en cornemuse, 7e en batterie et 5e en ensemble[18]

## Discographie

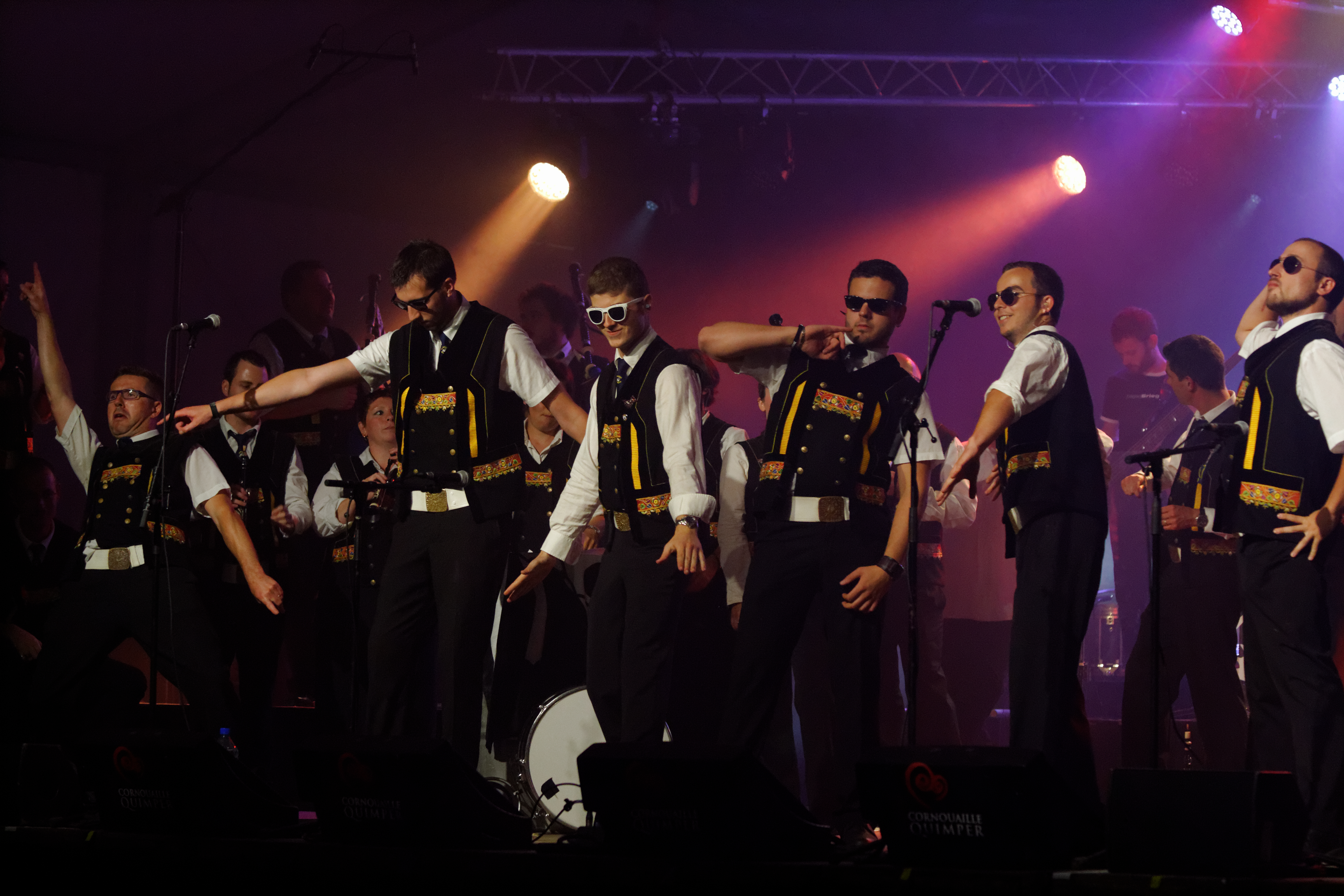
Spectacle « Encore » lors du festival de Cornouaille en 2013

### Bagad Brieg
- 1995 : Dalc'h Da Noz
- 2000 : Gogo Droch
- 2001 : La Boum Écosse
- 2005 : Karamba ! Le canard Déchaîné
- 2007 : La Totale
- 2015 : Sélection

### Karreg an Tan
- 2010 : KATAJE (issu de la réunion de Karreg an Tan et du groupe nantais Alea Jacta Est, d'où le titre de l'album sous forme d'acronyme) Live enregistré le 31 octobre 2009 à Briec (CD/DVD)

### Participations
- 2012 : Tri Yann, Le concert des 40 ans